# Дубецкий, Григорий Петрович
Георгий Петрович Дубецкий (1786 или 1790 ― неизвестно) ― вице-правитель Белостокской области, псковский и вологодский вице-губернатор, статский советник. Поэт и переводчик начала XIX в.

## Происхождение

Род Добецких

Краткие сведения о Г. П. Дубецком приводятся в «Записках» младшего его брата Иосифа (Осипа), написанных в 1850 и опубликованных в 1895. Хронологически они начинаются с 1816 и не содержат никаких сведений о происхождении братьев.
По другим сведениям, братья Дубецкие происходили «из духовного звания». Г. П. Дубецкий — третий из пяти (Гавриил, Онуфрий, Григорий, Иосиф, Василий), сыновей священника (?) Петра Дубецкого. Православный. Младшие его братья: Иосиф и Василий — в июле 1816 из числа студентов (Иосиф) и учеников (Василий) Киевской духовной академии и семинарии были уволены «в светское ведомство» и, по протекции и трудами Г. П. Дубецкого, в сентябре 1816 отправлены («выписаны») для продолжения учёбы во Францию. Впоследствии Иосиф и Василий, по личным заслугам военной и статской службы, были пожалованы (1843—1844) дипломами на потомственное дворянство и утверждённым гербом Дубецких, не опубликованным и не внесённым в «Общий Гербовник». Позднее, основываясь на сведениях литовских архивов, Дубецкие считали себя потомками литовских униатов Добецких герба «Огоньчик». Однако, возможно, что своими корнями они связаны с польскими Дубецкими — мелкопоместной чиншевой шляхтой Волынской губернии, не имеющими связи с Добецкими. Авторы некоторых научных публикаций считают братьев Дубецких представителями не литовских униатов, а польского дворянского рода.

## Биография
Первоначальное образование получил в разночинном отделении гимназии при Московском университете: произведён в звание студента 31 августа (12 сентября) 1804; назначен к переводу в университет 30 июня (12 июля) 1805. Об окончании университетского курса не известно. В период Русско-французской войны (1805—1807) принимал участие в ополчении, был награждён золотой медалью «Земскому войску», на Владимирской ленте. С 1808 по 1810 издал (в С.-Петербурге) переводные историко-биографические и собственные поэтические сочинения, причём переводы были изданы «по высочайшему повелению» и посвящены великим князьям Николаю Павловичу и Михаилу Павловичу. В этот же период пользовался покровительство семьи князя С. Ф. Голицына, о чём свидетельствует поэтическое посвящение Дубецкого. В биобиблиографических справочниках назван штаб-лекарем в 1809, что действительности не соответствует.
Как гражданский чин Министерства военно-сухопутных сил был участником Зарубежных походов 1813—1814, Войны седьмой коалиции 1815 и кампании по оккупации Франции с июля 1815 по ноябрь 1818 в составе Отдельного оккупационного корпуса под командованием генерала от инфантерии графа М. С. Воронцова; к участию Г. П. Дубецкого в последней кампании относятся сведения «Записок» его младшего брата Иосифа. Где и кем служил Дубецкий в период Отечественной войны 1812 не выяснено.
В 1813 — чиновник Интендантского при армиях управления, коллежский секретарь; по засвидетельствованию главнокомандующих армиями об отличном усердии к службе, произведён титулярным советником 14 (26) июня 1813; пожалован орденом Святого Владимира 4 степени 16 (28) ноября 1814; с высочайше конфирмованного рапорта главнокомандующего армиями генерал-фельдмаршала графа Барклая де Толли, награждён, за отличие, чином коллежского асессора 28 февраля (12 марта) 1815; в 1818 — Отдельного оккупационного корпуса во Франции интендантский казначей VIII класса и исправляющий должность обер-провиантмейстера, за отличие, по Интендантскому ведомству, пожалован в VII класс и награждён орденом Святой Анны 2 степени 26 октября (7 ноября) 1818, а по Провиантскому ведомству — орденом Святой Анны 2 степени с алмазами 10 (22) декабря 1818; кроме того, исправлял должности начальника корпусного подвижного запасного парка, члена корпусной ликвидационной комиссии и был возведён в командоры l’оrdre de la Légion d’Honneur.
По возвращении в Россию определён в ведомство М-ва финансов советником С.-Петербургской казённой палаты на должность управляющего отделением питейного сбора; в том чине и в той должности в ноябре 1822 женился; в 1824 уволен от должности, с причислением к министерству чиновником по особым поручениям при Департаменте разных податей и сборов.
Назначен и. д. вологодского вице-губернатора 9 (21) мая 1824, возглавив, по должности, Вологодскую казённую палату; пожалован, за отличие, коллежским советником 31 декабря 1825 (12 января 1826). C той должности и в том чине назначен псковским вице-губернатором 11 (23) июля 1826, возглавив, по должности, Псковскую казённую палату. За беспорядки, допущенные по Псковскому рекрутскому присутствию, уволен от должности, с причислением к ведомству М-ва финансов 30 ноября (12 декабря) 1828.
В период Польского восстания командирован в Белостокское областное правление. С апреля по октябрь 1831 — и. д. вице-правителя Белостокской области; одновременно и. д. председателя 2-го отделения Белостокского областного правления, в ведении которого находились хозяйственная, ревизская и контрольно-счётная экспедиции, областное казначейство, вопросы по отдаваемым в оброчное содержание арендным и старостинским имениям. По обстоятельствам военного времени и по должности занимался исполнением многочисленных воинских повинностей по обеспечению нужд войск, следовавших через Белостокскую область в Царство Польское, выполнением облегчённого для той области, указами от 28-го января, 3-го и 23-го февраля 1831 года, 96-го рекрутского набора к 1 (13) июня 1831. По засвидетельствованию главнокомандующего 1-й армией, графа Ф. В. Остен-Сакена, и министра финансов, графа Е. Ф. Канкрина, «о неутомимой деятельности чиновника особых поручений при Министерстве финансов, коллежского советника Дубецкого, во время исправления им должности вице-правителя Белостокской области, и по удостоению Комитета министров» пожалован, за отличие, в статские советники 4 (16) марта 1832.
С октября 1831 по апрель 1835 состоял, по-прежнему, чиновником особых поручений М-ва финансов. С февраля по ноябрь 1834 министром финансов был командирован в Уфу для расследования злоупотреблений чиновников Оренбургской казённой палаты.
В связи с беспорядками, открытыми по Бессарабскому соляному правлению, назначен его управляющим 12 (24) апреля 1835. По той же причине через три года был «удалён от сей должности», отставлен от службы 23 декабря 1838 (4 января 1839). По высочайшему повелению, с весны 1840 находился под судом Таврической уголовной палаты.
Дальнейшая служба неизвестна. Умер не ранее 1850. Дата и место смерти не выяснены.

## Отставка
В конце 1834 министр финансов граф Е. Ф. Канкрин получил донос о серьезных финансовых злоупотреблениях на соляных промыслах Бессарабской области. По всеподданнейшему докладу министра, в марте 1835 Николай I распорядился уволить управляющего Бессарабским соляным промыслом, от министерства отправить чиновника для «исследования дела о соли» и к нему в помощь откомандировать чиновника от новороссийского и бессарабского генерал-губернатора, графа М. С. Воронцова. Возможно, что назначение нового управляющего соляным промыслом Бессарабии произошло при участии Воронцова, лично знавшего Г. П. Дубецкого со времени его службы в Отдельном оккупационном корпусе во Франции. Тогда же — весной 1835, министерским ревизором соляных промыслов Бессарабии был командирован второй вице-директор Департамента горных и соляных дел, действительный статский советник (23.03.1834) Дмитрий Иванович Петров (1781—1835).
Соляное правление Бессарабской области ведало добычей и торговлей солью, добываемой в двух озёрах — Алибей и Шаганы. Соль провозилась через учреждённые при них Алибейскую, где находилось само правление (1-й квартал правления), и Шаганскую (2-й квартал правления) соляные заставы, при которых служили приставы, контролёры и др. чиновники и служители. Промышленники, купцы и перекупщики, занимавшиеся добычей и продажей бессарабской соли, жили в соседнем местечке Тузлы. Д. И. Петров должен был проинспектировать, а Г. П. Дубецкий навести порядок в деятельности Бессарабского соляного правления. Через несколько месяцев по прибытии на соляной промысел Петров скончался в Тузлы, по официальной версии местных властей — покончил жизнь самоубийством. В следующем — 1836, ревизию («обозрение») промысла проводил управляющий Департаментом горных и соляных дел, Корпуса горных инженеров ген.-лейтенант Е. В. Карнеев. По результатам ревизий 1835—1836, и при участии Г. П. Дубецкого, было разработано положение Комитета министров «О новом устройстве Бессарабского соляного промысла», высочайше утверждённое 9 (21) апреля 1837.
В апреле того же — 1837, министр финансов получил новые «изветы» уже на Г. П. Дубецкого и его подчинённых о продолжавшихся злоупотреблениях на тех же бессарабских соляных озёрах, а также о том, что ревизор Д. И. Петров якобы был убит соляными дельцами и факт убийства скрыт покрывающими их местными властями: членами Аккерманского уездного суда, Аккерманской земской полиции и Бессрабского областного правления. Для проверки тех сведений министром финансов, при участии чиновников, командированных графом М. С. Воронцовым, была создана специальная следственная комиссия, которую возглавил чиновник особых поручений М-ва финансов, действительный статский советник (29.10.1833) С. А. Ремезов. По представлению министра финансов от 28 ноября (10 декабря) 1837 на имя шефа жандармов графа А. Х. Бенкендорфа, для борьбы с саботажем местных властей и обеспечения следственных действий к комиссии были прикомандированы штаб-офицер 4-го округа Корпуса жандармов, подполковник Ф. И. Бек, и штаб-офицер Корпуса жандармов в Бессарабской области, подполковник Д. В. Душенкевич. На время следствия Г. П. Дубецкий был «удалён от должности». Попытки соляных дельцов и местных чиновников убрать Ремезова с помощью новых доносов остались без внимания. Однако, соляной промысел был столь коррумпированным, а махинации с солью столь доходны и обширны, что подполковник Душенкевич, летом 1837 года «вникая осторожно» в дела промысла, в рапорте А. Х. Бенкендорфу от 2 (14) февраля 1838 докладывал, что «все исследования в сем хаосе запутанностей будут тщетны и никакой пользы оные казне не принесут, напротив одни неприятности правительству чрез междоусобную личность тяжущихся и невозвратные значительные расходы казне».
Следственная комиссия С. А. Ремезова подтвердила и факт о «насильственной смерти» Д. И. Петрова, и факты о продолжавшихся злоупотреблениях в соляном промысле. По высочайшему повелению, оба дела зимой 1839/1840 переданы на рассмотрение уголовного суда. Был ли Дубецкий фигурантом дела об убийстве Д. И. Петрова, случившегося вскоре после его назначения, из материалов III отделения не ясно. Однако, для семьи Дубецких подобное подозрение стало не первым. Старший брат Григория — коллежский советник Гавриил Петрович Дубецкий, бывший поручителем брата на его венчании и во второй половине 1820-х гг. управлявший Оренбургским удельным имением, в 1830 стал обвиняемым в преступном сговоре с местными чиновниками и крестьянами с целью отравления и «лишения жизни» удельного ревизора, надворного советника Макарова, командированного в Уфу с целью ревизии деятельности управляющего. От переживаний Макаров лишился рассудка, поэтому для расследования причин его душевного расстройства правительству пришлось командировать особливого жандармского офицера.
Что же касается второго дела, то, по объявлению Таврического губернского правления от 13 (25) марта 1840 за № 1695, по отношению Таврической палаты уголовного суда, Г. П. Дубецкий, как бывший управляющий Бессарабским соляным промыслом, был объявлен «прикосновенным» к рассмотрению дела, «поступившим в Таврическую палату уголовного суда по высочайшему повелению, в обеспечение казённого взыскания, могущего пасть на виновных в злоупотреблениях по выпуску и вывозу из Бессарабских соляных озёр соли». Всего по «Делу о соли» проходило 40 человек, среди них были советники Соляного правления, приставы и контролёры соляных дел, казначеи и контролёры Алибейской заставы, дворяне, купцы и мещане разных городов и губерний (Кременчуга, Житомира, Аккермана, Тирасполя, Балты, Одессы, Каменец-Подольска, Могилёва и др.). Дубецкий, как глава Соляного правления, стал самым высокопоставленным чиновником, привлечённым к суду. Чем закончилось рассмотрение «Дела о соли», неизвестно. Однако, известно, что злоупотребления на Бессарабском соляном промысле, невзирая на реорганизацию Соляного правления, продолжались и после назначения преемника Г. П. Дубецкого.

## Литературная деятельность
Большой потребностью читателей начала XIX в. в историко-биографической литературе советские литературоведы объясняли одновременное появление — в С.-Петербурге в 1808—1810, в Москве — в 1809, двух разных переводов одной и той же книги под схожими названиями:
- Плутарх для юношей, или жизнь великих людей всех наций, от самых отдаленных до наших времен. С 212 выгравированными их портретами. Сочинение, могущее возвысить душу молодых людей и украсить их сердце добродетелями, изданное Петром Бланшардом. Перевод со второго исправленного и пересмотренного на французском языке издания. Т. I.—Т. IV. — СПб., в тип. Шнора, 1808; Т. V.—Т. VI. 1809; Т. VII.—Т.VIII. — 1810.

- Плутарх для юношества, или жития славных мужей всех народов, от древнейших времен до ныне, с гравированными их портретами. Сочинение, могущее возвысить душу молодого человека и украсить сердце его добродетелями, изданное Петром Бланшардом. Перевод с французского, исправленного и пересмотренного издания, с присовокуплением жизнеописаний знаменитейших россиян, бывших как в древние, так и в новейшие времена. Т. I.-Т. Х. — М., в тип. С. Селивановского, 1809.

Петербургское издание было прекрасно оформлено, опубликовано «по высочайшему повелению» и посвящалось переводчиком, «юным россиянином» Григорием [Петровичем] Дубецким, великим князьям Николаю Павловичу и Михаилу Павловичу. В его перевод восьмитомника «Плутарха» вошло 215 биографий — от Гомера до Наполеона включительно. Издание было снабжено обширным примечанием Г. П. Дубецкого, посвященным главе о России. Переводчиком более скромного по оформлению московского издания «Плутарха» был ординарный профессор по терапии и паталогии медицинского ф-та Московского университета, доктор медицины С. А. Немиров. Его десятитомник «Плутарха» был дополнен многими главами, посвящёнными историческим деятелям России.
Выход в свет обоих изданий «Плутарха» был отмечен критикой. В № 4 «Вестника Европы» за 1810 год появилась рецензия, подписанная буквою М. (по всей вероятности, Мерзляков). Рецензент отдавал предпочтение московскому изданию, хваля перевод Немирова. Перевод Дубецкого больше не переиздавался. Перевод Немирова выдержал ещё два издания: в 1814—1819 и в 1821—1823 годах. Оба вышли в свет после смерти переводчика. До середины XX в. считалось, что переводчиком обоих «Плутархов» и его переизданий был Г. П. Дубецкий. В 1966 литературоведами опубликована статья о разных переводчиках двух «Плутархов» и об их различиях. Однако, до настоящего времени продолжают встречаться научные работы в стиле Мединского, в которых переводчиком «Плутархов» и его переизданий показан один Г. П. Дубецкий.
В той же статье 1966 года по истории «Плутархов» автором предполагалось, что литературный путь Г. П. Дубецкого «закончился этим переводом». Однако, Дубецкий был не только переводчиком, но и автором поэтического посвящения, в 1810 изданного в С.-Петербурге, в той же типографии:
- Песнь скорби о смерти его сиятельства господина генерала от инфантерии, всех российских и польских орденов кавалера и державного св. Иоанна Иерусалимского командора, главнокомандующего российскими войсками в Галиции князя Сергея Фёдоровича Голицына, скончавшегося в городе Тарнополе 20 генваря 1810 года. Вернейшаго сына отечества, друга нещастных — незабвенного моего благодетеля. — СПб.: Тип. Шнора, 1810. — «Её сиятельству Милостивой государыне княгине Варваре Васильевне Голицыной и всему высокопочтеннейшему её семейству посвящается. От покорнейшего и преданного слуги Григория Дубецкого»

## Семья
С 1 (13) октября 1822 был женат на девице Вере Сергеевне Подобедовой (01.11.1801 — после 1850), дочери С. И. Подобедова и Марии Петровны, урождённой Тарасовой (1760—22.09.1803), дочери придворного мундшенка. По отцовской линии В. С. Дубецкая была племянницей архиепископа Казанского, митрополита С.-Петербургского и Новгородского Амвросия. Венчались в церкви Павла Апостола при Мариинской больнице для бедных С.-Петербурга. Поручители по женихе: брат его родной, чиновник VII класса Гавриил Дубецкий и коллежский советник И. М. Ореус; по невесте: брат её родной, коллежский советник Иван Сергеевич Подобедов и племянник, титулярный советник Сергей Иванович Подобедов. В браке дочь — Мария.
- Брат — Онуфрий Петрович Дубецкий (1784—1862) — действительный статский советник, старший лекарь 1-го Московского кадетского корпуса.
- Брат — Иосиф Петрович Дубецкий (1798—?) — действительный статский советник, председатель Томского и Тобольского губернского правления, тамбовский вице-губернатор, чиновник особых поручений V класса Провиантского департамента Военного м-ва. Автор мемуаров.

- Брат — Василий Петрович Дубецкий (1801—1886) — генерал-майор, видный земский деятель Херсонской губернии.

## Материалы к биографии
- С.-Петербургский домовладелец: по купчей от 20 декабря 1824 (1 января 1825), совершенной в С.-Петербургской гражданской палате, продал прусского подданного поручика Озаровиуса (Озаревиуса) дочери девице Шарлотте Богдановой каменный дом, состоящий Литейной части, в 1-м квартале, под № 23, за 70 000 руб. ассигнациями[61].
- Вологодский домовладелец: за ним дом в Вологде, 1-й части, 1-го квартала, в приходе церкви Покрова Пресвятой Богородицы, что в Козлёне[62].
- В. С. Дубецкая была псковской помещицей: за ней, по купчей от 1 (13) апреля 1829, совершенной в С.-Петербургской гражданской палате, от поручика Александра Васильева Бухарова благоприобретенное имение, состоящее Псковской губернии, в Порховском уезде, усадище Жединовичи, с деревнями: Дубегонкой, Нивами, Березовцы, Поколотовой, Великушей, Песком, Брюшневой, Базыковой, Мышиной и Монастыри, — всего муж. пола ревизских 146 душ, с женами и детьми, с пустошами: Васильевской (Карновка тож), Шуино, Монастыревой и Заполье, что была деревня того ж имени, — с землями и всеми угодьями, за 88 000 руб. ассигнациями[63]; витебской и могилёвской помещицей: за ней крепостные крестьяне, писанные, по 7-й ревизии — 1815, в деревне Задубье, Рогачёвского повета, Витебской губ., проданные брату, чиновнику особых поручений V класса И. С. Подобедову[64]; за ней же недвижимое имение, состоящее в деревне Барсукове, Рогачевского повета, Могилёвской губ., проданное деверю, гвардии поручику Василию Петровичу Дубецкому[65].